# Quốc lộ 22B
Quốc lộ 22B dài 84,16 km là con đường chạy hoàn toàn trong địa phận tỉnh Tây Ninh theo hướng đông nam - tây bắc.
Bắt đầu từ thị trấn Gò Dầu, nơi giao với quốc lộ 22, huyện Gò Dầu, đi qua thị xã Hòa Thành, thành phố Tây Ninh, huyện Châu Thành và kết thúc tại cửa khẩu Xa Mát, xã Tân Lập, huyện Tân Biên. Quốc lộ 22 được xem là đường xương sống chạy dọc tỉnh Tây Ninh từ Bắc xuống Nam. Con đường này cũng xuyên qua nhiều quốc gia gồm: Việt Nam - Campuchia, Campuchia - Myanmar, Myanmar - Trung Quốc, Trung Quốc - Triều Tiên.
Độ dài một số tuyến đường:
- Gò Dầu - thành phố Tây Ninh: 37 km